# Marathon aux championnats du monde d'athlétisme
Pour un article plus général, voir Championnats du monde d'athlétisme.
Le marathon fait partie des épreuves inscrites au programme des premiers championnats du monde d'athlétisme, en 1983, à Helsinki, en Finlande. 
L'Espagnol Abel Antón, le Marocain Jaouad Gharib et le Kényan Abel Kirui chez les hommes, et ses compatriotes Catherine Ndereba et Edna Kiplagat chez les femmes, sont avec deux médailles d'or remportées, les athlètes les plus titrés dans cette épreuve. 
Les records des championnats du monde appartiennent aux Éthiopiens Tamirat Tola (2 h 5 min 36 s) et Gotytom Gebreslase (2 h 18 min 11 s) tous les deux en 2022 à Eugene dans l'Oregon.

## Éditions
| Années | 83 | 87 | 91 | 93 | 95 | 97 | 99 | 01 | 03 | 05 | 07 | 09 | 11 | 13 | 15 | 17 | 19 | 22 | 23 | Total |
| ------ | -- | -- | -- | -- | -- | -- | -- | -- | -- | -- | -- | -- | -- | -- | -- | -- | -- | -- | -- | ----- |
| Hommes | X  | X  | X  | X  | X  | X  | X  | X  | X  | X  | X  | X  | X  | X  | X  | X  | X  | X  | X  | 19    |
| Femmes | X  | X  | X  | X  | X  | X  | X  | X  | X  | X  | X  | X  | X  | X  | X  | X  | X  | X  | X  | 19    |

## Hommes

### Historique

#### 1983-1995

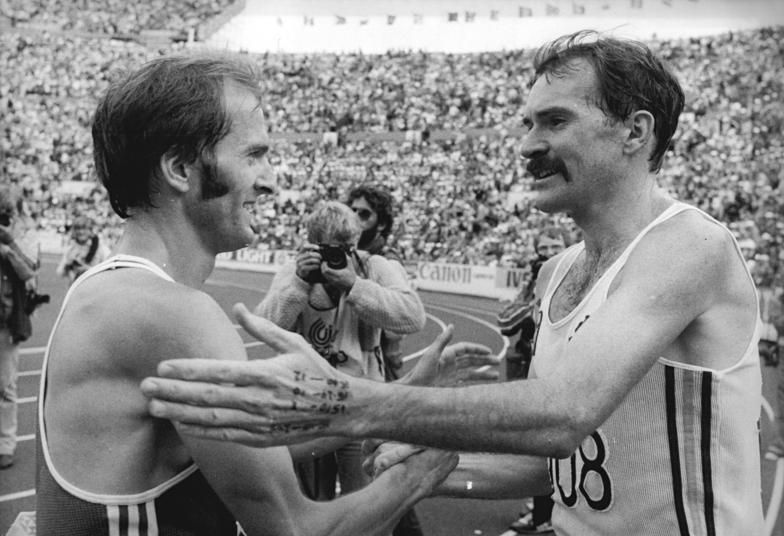
Robert de Castella (à droite) félicité par Waldemar Cierpinski à l'arrivée du marathon des championnats du monde 1983, à Helsinki.

En l'absence du Portugais Carlos Lopes et de l'Américain Alberto Salazar qui se réservent pour l'épreuve du 10 000 m, l'Australien Robert de Castella, détenteur de la meilleure performance de tous les temps sur marathon fait figure de favori pour le marathon des championnats du monde de 1983 à Helsinki. Robert de Castella, qui rejoint un groupe d'échappés au 30e kilomètre, se retrouve seul en tête à l’entame du 35e kilomètre en compagnie de l’Éthiopien Kebede Balcha, puis se défait progressivement de son adversaire à près de 3 kilomètres de l'arrivée pour l'emporter au Stade olympique d'Helsinki en 2 h 10 min 3 s, devant Balcha, deuxième en 2 h 10 min 27 s. La médaille de bronze revient à l'Est-allemand Waldemar Cierpinski (2 h 10 min 37 s), double champion olympique du marathon, en 1976 et 1980, qui devance d'une seconde seulement le Suédois Kjell-Erik Ståhl. 
En 1987 à Rome, le Kényan Douglas Wakiihuri crée la surprise en s'imposant en 2 h 11 min 48 s après avoir fait la différence sur adversaires dans les 5 derniers kilomètres. Il devance largement le Djiboutien Hussein Ahmed Salah, médaillé d'argent en 2 h 12 min 30 s et le champion d'Europe en titre italien Gelindo Bordin, médaillé de bronze en 2 h 12 min 40 s.
Le départ du marathon des championnats du monde de 1991, à Tokyo, est donné à 6 heures du matin en raison des fortes chaleurs. Habitué de ces conditions humides, le Japonais Hiromi Taniguchi, vainqueur par ailleurs du Marathon de Londres en 1987, s'impose dans le temps modeste de 2 h 14 min 57 s, devant Hussein Ahmed Salah, qui décroche une nouvelle médaille d'argent en 2 h 15 min 26 s, et l'Américain Steve Spence, troisième en 2 h 15 min 36 s. Gelindo Bordin, champion olympique en 1988 à Séoul, se classe 8e de la course en 2 h 17 min 3 s.
Lors des championnats du monde 1993 à Stuttgart, le Namibien Lucketz Swartbooi possède près d'une minute d'avance sur ses concurrents au 30e kilomètre. Il est rattrapé puis dépassé dans les deux derniers kilomètres par l'Américain Mark Plaatjes, d'origine sud-africaine comme Swartbooi, qui s'impose finalement au Gottlieb Daimler Stadion en 2 h 13 min 57 s, devant Lucketz Swartbooi (2 h 14 min 11 s) et le Néerlandais Bert van Vlaanderen (2 h 15 min 12 s).
En 1995 à Göteborg, le Mexicain Dionicio Cerón est en tête durant une très grande partie de la course avant d'être rejoint puis dépassé vers le 40e kilomètre par l'Espagnol Martín Fiz, champion d'Europe en titre. Fiz s'impose dans le temps de 2 h 11 min 41 s, devant Dionicio Cerón (2 h 12 min 13 s) et le Brésilien Luíz Antônio dos Santos (2 h 12 min 49 s).

#### 1997-2005

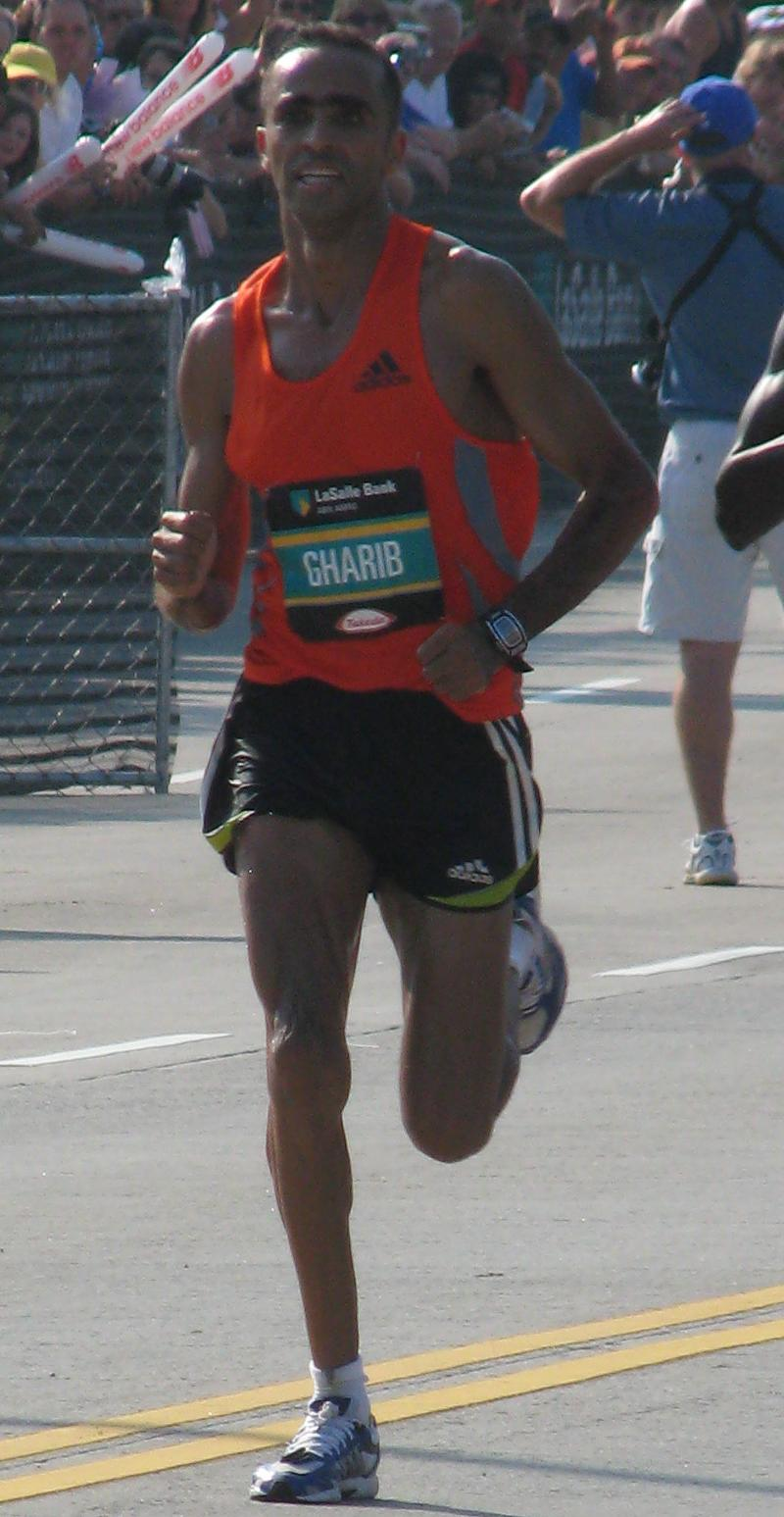
Jaouad Gharib, champion du monde en 2003 et 2005.

Le marathon des championnats du monde 1997, disputé à Athènes sous une forte chaleur, est remporté par l'Espagnol Abel Antón. En tête de la course au 29e kilomètre avec son compatriote Martín Fiz, le tenant du titre, Antón fait la différence sur son adversaire dans les 500 derniers mètres après l'entrée dans le Stade olympique. Il s'impose en 2 h 13 min 16 s et devance de 5 secondes Martín Fiz, l'Australien Steve Moneghetti arrivant en troisième position en 2 h 14 min 16 s.
En 1999 à Séville, Abel Antón devient le premier athlète à remporter un deuxième titre mondial sur marathon, mais est également à près de 37 ans, le médaillé d'or en athlétisme le plus âgé. Seul en tête de la course au 38e kilomètre, le Japonais Nobuyuki Satō est rejoint un kilomètre plus loin par Abel Antón et l'Italien Vincenzo Modica. L'Espagnol creuse l'écart sur ses adversaires dans les derniers hectomètres de la course et l'emporte en 2 h 13 min 36 s, devant Vincenzo Modica (2 h 14 min 3 s) et Nobuyuki Satō (2 h 14 min 7 s), Martín Fiz se classant 8e de l'épreuve. Pour la dernière fois lors d'un marathon des championnats du monde, aucun athlète africain ne figure dans les huit premiers.
Champion olympique en 2000 à Sydney, l'Éthiopien Gezahegne Abera s'impose lors des championnats du monde de 2001, à Edmonton. Vainqueur quelques mois plus tôt du Marathon de Londres, le Marocain Abdelkader el-Mouaziz compte près de 9 secondes d'avance sur ses adversaires à 30 kilomètres de l'arrivée mais est rejoint par cinq concurrents. Après deux heures de courses, Gezahegne Abera et le Kényan Simon Biwott prennent la tête et arrivent ensemble dans le stade olympique. Au terme d'un sprint final, Abera s'impose dans le temps de 2 h 12 min 42 s, une seconde devant Simon Biwott. L'Italien Stefano Baldini, champion d'Europe en 1998, remporte la médaille de bronze en 2 h 13 min 18 s, l'Éthiopien Tesfaye Tola terminant au pied du podium.
Le départ du marathon des championnats du monde 2003 est donné devant l'Hôtel de ville de Paris. Au 32e kilomètre, le Marocain Jaouad Gharib et l'Espagnol Julio Rey se retrouvent seuls en tête de la course, Stefano Baldini occupant la troisième place à près d'une minute des deux hommes. À l'entrée dans le tunnel du Stade de France, Gharib se détache de son adversaire et s'impose en 2 h 8 min 31 s, établissant un nouveau record des championnats du monde. Julio Rey est médaillé d'argent en 2 h 8 min 38 s et Stefano Baldini médaillé de bronze en 2 h 9 min 14 s. Le tenant du titre Gezahegne Abera abandonne sur blessure.
En 2005 à Helsinki, Jaouad Gharib devient le deuxième athlète après Abel Antón à remporter un deuxième titre de champion du monde sur marathon. Juste avant le 30e kilomètre, Jaouad Gharib se retrouve en tête de la course en compagnie de Stefano Baldini, champion olympique en 2004 à Athènes, mais ce-dernier est contraint à l'abandon deux kilomètres plus tard, ressentant une douleur aux ischio-jambiers. Le Marocain l'emporte en 2 h 10 min 10 s et devance de 11 secondes le Tanzanien Christopher Isengwe, revenu sur la fin, et de plus d'une minute le Japonais Tsuyoshi Ogata.

#### 2007-2015

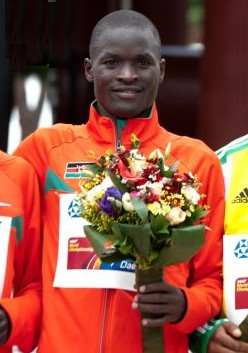
Abel Kirui, champion du monde en 2009 et 2011.

Le départ des championnats du monde de 2007, à Osaka, est donné à 7 heures du matin en raison des fortes chaleurs. Au 30e kilomètre, le Kényan Luke Kibet prend seul le commandement de la course et possède 23 secondes d'avance sur ses poursuivants au 35e kilomètre. Il s'impose dans le temps de 2 h 15 min 59 s, temps d'un vainqueur le plus lent de l'histoire des championnats du monde, et devance de près d'une minute et demie — la plus grande marge jamais enregistrée entre le premier et le deuxième de l'épreuve — le Qatarien Chami Moubarak, médaillé d'argent en 2 h 17 min 18 s. Le Suisse Viktor Röthlin, qui a diminué son retard sur Kibet dans les deux derniers kilomètres, s'adjuge la médaille de bronze en 2 h 17 min 25 s.
En 2009 à Berlin, le Kényan Abel Kirui décroche la médaille d'or en établissant un nouveau record des championnats du monde en 2 h 6 min 54 s. Accompagné par son compatriote Emmanuel Mutai jusqu'au 39e kilomètre, il creuse l'écart sur son adversaire dans les deux derniers kilomètres de la course et le devance de près d'une minute sur la ligne d'arrivée. L’Éthiopien Tsegay Kebede remporte la médaille de bronze en devançant dans les derniers mètres son compatriote Yemane Tsegay. Samuel Wanjiru, champion olympique en 2008 à Pékin, n'est pas sélectionné par la Fédération kényane.
Lors des championnats du monde 2011 à Daegu, Abel Kirui devient le troisième marathonien masculin après Abel Antón et Jaouad Gharib à remporter une deuxième médaille d'or. En tête de la course en compagnie de trois concurrents : ses compatriotes Vincent Kipruto et Eliud Kiptanui et l'Éthiopien Feyisa Lilesa, Kirui se détache au 30e kilomètre pour atteindre progressivement une avance de 2 min 30 s sur ses adversaires. Il s'impose en 2 h 7 min 38 s, devant Vincent Kipruto (2 h 10 min 6 s) et Feyisa Lilesa (2 h 10 min 32 s).
L'épreuve du marathon des championnats du monde 2013, qui se déroule dans les rues de Moscou mais dont le départ et l'arrivée se tiennent au Stade Loujniki, est remporté par l'Ougandais Stephen Kiprotich, déjà couronné lors du marathon olympique de Londres en 2012. Il s'impose en 2 h 9 min 51 s, devant les Éthiopiens Lelisa Desisa (2 h 10 min 12 s) et Tadese Tola (2 h 10 min 23 s), et devient à cette occasion le premier médaillé d'or de l'Ouganda dans cette compétition.
Aux mondiaux 2015 à Pékin, l'Érythréen Ghirmay Ghebreslassie devient à 19 ans le plus jeune champion du monde dans l'épreuve du marathon. Il s'impose sous de fortes chaleurs dans le temps de 2 h 12 min 27 s et devance l'Éthiopien Yemane Tsegay, deuxième en 2 h 13 min 7 s et l'Ougandais Solomon Mutai, troisième en 2 h 13 min 29 s. Le tenant du titre Stephen Kiprotich se classe 6e de l'épreuve.

#### Depuis 2017

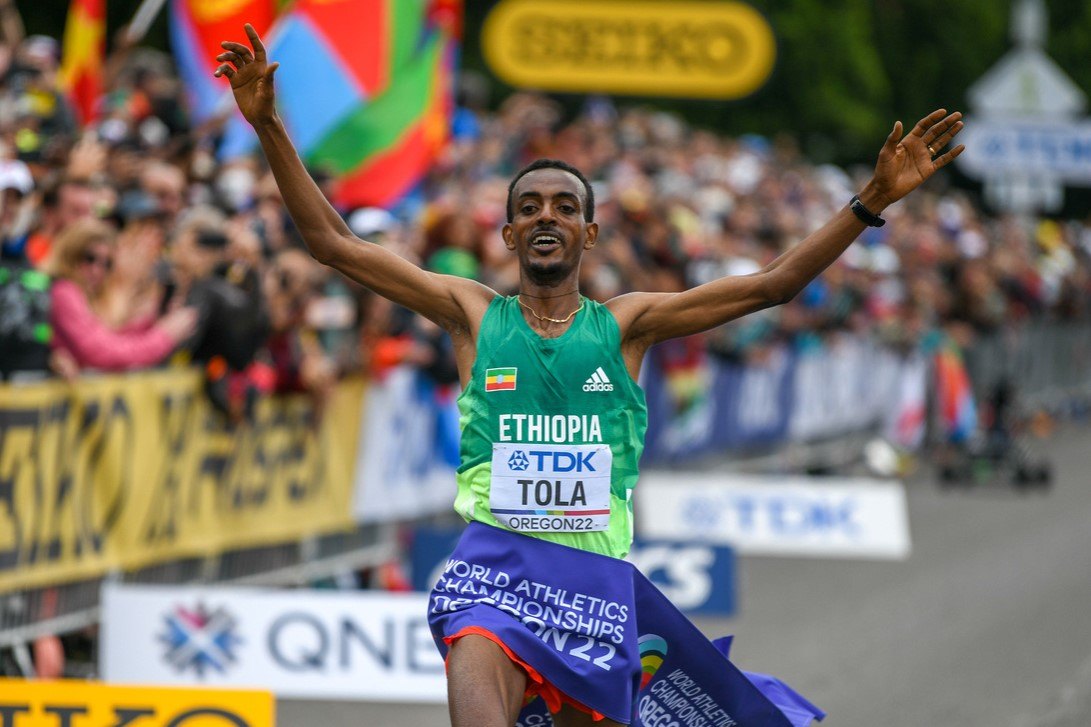
Tamirat Tola, champion du monde en 2022 à Eugene, et détenteur du record des championnats du monde en.

Vainqueur du Marathon de Boston quelques mois plus tôt, le Kényan Geoffrey Kirui remporte en 2 h 8 min 27 s le marathon championnats du monde 2017 à Londres en arrivant plus d'une minute devant l'Éthiopien Tamirat Tola, médaillé d'argent et le Tanzanien Alphonce Simbu, médaillé de bronze.
Le marathon des championnats du monde 2019, disputés à Doha dans des conditions météorologiques difficiles (31 degrés et 45% d'humidité), est remporté par Lelisa Desisa, médaillé d'argent mondial en 2013 et vainqueur du Marathon de New York en 2018, qui s'impose dans le temps de 2 h 10 min 40 s au terme d'un ultime sprint devant son compatriote éthiopien Mosinet Geremew (2 h 10 min 44 s) et le Kényan Amos Kipruto (2 h 10 min 51 s), le Britannique Callum Hawkins terminant au pied du podium en 2 h 10 min 57 s. Geoffrey Kirui, le tenant du titre, se classe 14e.
Médaillé d'argent en 2017 et médaillé de bronze olympique sur 10 000 m en 2016, Tamirat Tola décroche le titre mondial en 2022 à Eugene en améliorant de près de 40 secondes le record des championnats du monde en 2 h 5 min 36 s après avoir pris seul la tête de la course vers le 33e kilomètre. Il devance de près d'une minute Mosinet Geremew qui obtient sa deuxième d'argent consécutive dans cette compétition en 2 h 6 min 44 s et le Belge Bashir Abdi, médaillé de bronze en 2 h 6 min 48 s.
Lors du marathon des championnats du monde 2023 à Budapest, l'Ougandais Victor Kiplangat lance une première attaque à mi-parcours et se retrouve au coude-à-coude avec le tenant du titre Tamirat Tola. Luttant avec ce dernier en tête, Victor Kiplangat initie une nouvelle accélération au kilomètre 30 et parvient à se défaire de son rival qui finit par abandonner. Il termine l'épreuve en solitaire pour remporter le titre en 2 h 8 min 53 s, devenant le second Ougandais à remporter le titre mondial du marathon, dix ans après Stephen Kiprotich. L'Israélien Maru Teferi est médaillé d'argent et l'Éthiopien Leul Gebresilase médaillé de bronze.

### Palmarès
| Édition | Or                                    | Argent                              | Bronze                                  |
| ------- | ------------------------------------- | ----------------------------------- | --------------------------------------- |
| 1983    | Robert de Castella 2 h 10 min 3 s     | Kebede Balcha 2 h 10 min 27 s       | Waldemar Cierpinski 2 h 10 min 37 s     |
| 1987    | Douglas Wakiihuri 2 h 11 min 48 s     | Hussein Ahmed Salah 2 h 12 min 30 s | Gelindo Bordin 2 h 12 min 40 s          |
| 1991    | Hiromi Taniguchi 2 h 14 min 57 s      | Hussein Ahmed Salah 2 h 15 min 26 s | Steve Spence 2 h 15 min 36 s            |
| 1993    | Mark Plaatjes 2 h 13 min 57 s         | Lucketz Swartbooi 2 h 14 min 11 s   | Bert van Vlaanderen 2 h 15 min 12 s     |
| 1995    | Martín Fiz 2 h 11 min 41 s            | Dionicio Cerón 2 h 12 min 13 s      | Luíz Antônio dos Santos 2 h 12 min 49 s |
| 1997    | Abel Antón 2 h 13 min 16 s            | Martín Fiz 2 h 13 min 21 s          | Steve Moneghetti 2 h 14 min 16 s        |
| 1999    | Abel Antón 2 h 13 min 36 s            | Vincenzo Modica 2 h 14 min 3 s      | Nobuyuki Satō 2 h 14 min 7 s            |
| 2001    | Gezahegne Abera 2 h 12 min 42 s       | Simon Biwott 2 h 12 min 43 s        | Stefano Baldini 2 h 13 min 18 s         |
| 2003    | Jaouad Gharib 2 h 8 min 31 s          | Julio Rey 2 h 8 min 38 s            | Stefano Baldini 2 h 9 min 14 s          |
| 2005    | Jaouad Gharib 2 h 10 min 10 s         | Christopher Isengwe 2 h 10 min 21 s | Tsuyoshi Ogata 2 h 11 min 16 s          |
| 2007    | Luke Kibet 2 h 15 min 59 s            | Chami Moubarak 2 h 17 min 18 s      | Viktor Röthlin 2 h 17 min 25 s          |
| 2009    | Abel Kirui 2 h 6 min 54 s             | Emmanuel Mutai 2 h 7 min 48 s       | Tsegay Kebede 2 h 8 min 35 s            |
| 2011    | Abel Kirui 2 h 7 min 38 s             | Vincent Kipruto 2 h 10 min 6 s      | Feyisa Lilesa 2 h 10 min 32 s           |
| 2013    | Stephen Kiprotich 2 h 9 min 51 s      | Lelisa Desisa 2 h 10 min 12 s       | Tadese Tola 2 h 10 min 23 s             |
| 2015    | Ghirmay Ghebreslassie 2 h 12 min 28 s | Yemane Tsegay 2 h 13 min 8 s        | Solomon Mutai 2 h 13 min 30 s           |
| 2017    | Geoffrey Kirui 2 h 8 min 27 s         | Tamirat Tola 2 h 9 min 49 s         | Alphonce Simbu 2 h 9 min 51 s           |
| 2019    | Lelisa Desisa 2 h 10 min 40 s         | Mosinet Geremew 2 h 10 min 44 s     | Amos Kipruto 2 h 10 min 51 s            |
| 2022    | Tamirat Tola 2 h 5 min 36 s           | Mosinet Geremew 2 h 6 min 45 s      | Bashir Abdi 2 h 6 min 49 s              |
| 2023    | Victor Kiplangat 2 h 8 min 53 s       | Maru Teferi 2 h 9 min 12 s          | Leul Gebresilase 2 h 9 min 19 s         |

### Multiples médaillés
| Rang | Athlète             | Pays     | Période   | Or | Argent | Bronze | Total |
| ---- | ------------------- | -------- | --------- | -- | ------ | ------ | ----- |
| 1=   | Abel Antón          | Espagne  | 1997–1999 | 2  | 0      | 0      | 2     |
| 1=   | Jaouad Gharib       | Maroc    | 2003–2005 | 2  | 0      | 0      | 2     |
| 1=   | Abel Kirui          | Kenya    | 2009–2011 | 2  | 0      | 0      | 2     |
| 4    | Martín Fiz          | Espagne  | 1995–1997 | 1  | 1      | 0      | 2     |
| 4    | Tamirat Tola        | Éthiopie | 2017–2022 | 1  | 1      | 0      | 2     |
| 6    | Hussein Ahmed Salah | Djibouti | 1987–1991 | 0  | 2      | 0      | 2     |
| 6    | Mosinet Geremew     | Éthiopie | 2019–2022 | 0  | 2      | 0      | 2     |
| 8    | Stefano Baldini     | Italie   | 2001–2003 | 0  | 0      | 2      | 2     |

### Records des championnats
| Temps          | Athlète            | Lieu     | Date            |
| -------------- | ------------------ | -------- | --------------- |
| 2 h 10 min 3 s | Robert de Castella | Helsinki | 14 août 1983    |
| 2 h 8 min 31 s | Jaouad Gharib      | Paris    | 30 août 2003    |
| 2 h 6 min 54 s | Abel Kirui         | Berlin   | 22 août 2009    |
| 2 h 5 min 36 s | Tamirat Tola       | Eugene   | 17 juillet 2022 |

## Femmes

### Historique

#### Depuis 2017

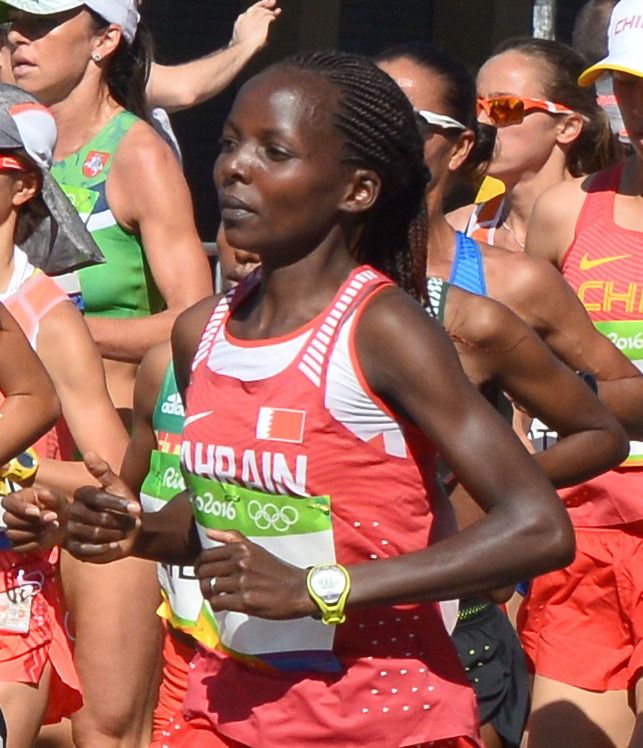
Rose Chelimo, championne du monde en 2017 et médaillée d'argent en 2019.

La Bahreïnienne d'origine kényane Rose Chelimo remporte le marathon des championnats du monde 2017 à Londres en 2 h 27 min 11 s, devançant de sept secondes seulement la double lauréate Edna Kiplagat et l'Américaine Amy Cragg qui établissent le même temps de 2 h 27 min 18 s, étant finalement départagées au millième de seconde. Au 40e kilomètre, Edna Kiplagat tente de se détacher et prend quelques mètres d'avance sur Chelimo, mais cette dernière recolle et repasse définitivement devant la Kényane. La tenante du titre Mare Dibaba se classe 8e de l'épreuve. 
Le marathon féminin des championnats du monde 2019, à Doha, se dispute sous une forte chaleur (environ 32 °C et 73% d'humidité malgré un départ donné à 23 h 59) et compte 28 abandons sur 68 concurrentes au départ. Après avoir porté une première accélération au 10e kilomètres, puis une nouvelle attaque décisive au 34e km, la Kényane Ruth Chepngetich franchit la ligne d'arrivée en 2 h 32 min 43 s, devançant de près d'une minute la tenante du titre Rose Chelimo (2 h 33 min 46 s) et de moins de deux minutes la Namibienne Helalia Johannes (2 h 34 min 46 s)
L'Éthiopienne Gotytom Gebreslase remporte la médaille d'or du championnats du monde 2022 à Eugene en 2 h 18 min 11 s. Première éthiopienne à s'imposer sur l'épreuve depuis Mare Dibaba en 2015, elle devance de 9 secondes seulement la Kényane Judith Jeptum Korir, qui bat son record personnel en 2 h 18 min 20 s, l'Israélienne Lonah Chemtai Salpeter montant sur la troisième marche du podium en 2 h 20 min 18 s. Les trois médaillées descendent chacune en dessous du record de la compétition détenu depuis 2005 par Paula Radcliffe. Victime de problèmes gastriques, la championne du monde en titre Ruth Chepngetich est contrainte à l'abandon à mi-course.

### Palmarès
| Édition | Or                                 | Argent                              | Bronze                                    |
| ------- | ---------------------------------- | ----------------------------------- | ----------------------------------------- |
| 1983    | Grete Waitz 2 h 28 min 9 s         | Marianne Dickerson 2 h 31 min 9 s   | Raisa Katyukova-Smekhnova 2 h 31 min 13 s |
| 1987    | Rosa Mota 2 h 25 min 17 s          | Zoya Ivanova 2 h 32 min 38 s        | Jocelyne Villeton 2 h 32 min 53 s         |
| 1991    | Wanda Panfil 2 h 29 min 53 s       | Sachiko Yamashita 2 h 29 min 57 s   | Katrin Dörre 2 h 30 min 10 s              |
| 1993    | Junko Asari 2 h 30 min 3 s         | Manuela Machado 2 h 30 min 54 s     | Tomoe Abe 2 h 31 min 1 s                  |
| 1995    | Manuela Machado 2 h 25 min 39 s    | Anuta Catuna 2 h 26 min 25 s        | Ornella Ferrara 2 h 30 min 11 s           |
| 1997    | Hiromi Suzuki 2 h 27 min 48 s      | Manuela Machado 2 h 31 min 12 s     | Lidia Simon 2 h 31 min 55 s               |
| 1999    | Jong Song-ok 2 h 26 min 59 s       | Ari Ichihashi 2 h 27 min 2 s        | Lidia Simon 2 h 27 min 41 s               |
| 2001    | Lidia Simon 2 h 26 min 1 s         | Reiko Tosa 2 h 26 min 6 s           | Svetlana Zakharova 2 h 26 min 18 s        |
| 2003    | Catherine Ndereba 2 h 23 min 55 s  | Mizuki Noguchi 2 h 24 min 14 s      | Masako Chiba 2 h 25 min 9 s               |
| 2005    | Paula Radcliffe 2 h 20 min 57 s    | Catherine Ndereba 2 h 22 min 1 s    | Constantina Tomescu 2 h 23 min 19 s       |
| 2007    | Catherine Ndereba 2 h 30 min 37 s  | Zhou Chunxiu 2 h 30 min 45 s        | Reiko Tosa 2 h 30 min 55 s                |
| 2009    | Bai Xue 2 h 25 min 15 s            | Yoshimi Ozaki 2 h 25 min 25 s       | Aselefech Mergia 2 h 25 min 32 s          |
| 2011    | Edna Kiplagat 2 h 28 min 43 s      | Priscah Jeptoo 2 h 29 min 0 s       | Sharon Cherop 2 h 29 min 14 s             |
| 2013    | Edna Kiplagat 2 h 25 min 44 s      | Valeria Straneo 2 h 25 min 58 s     | Kayoko Fukushi 2 h 27 min 45 s            |
| 2015    | Mare Dibaba 2 h 27 min 35 s        | Helah Kiprop 2 h 27 min 36 s        | Eunice Kirwa 2 h 27 min 39 s              |
| 2017    | Rose Chelimo 2 h 27 min 11 s       | Edna Kiplagat 2 h 27 min 18 s       | Amy Cragg 2 h 27 min 18 s                 |
| 2019    | Ruth Chepngetich 2 h 32 min 43 s   | Rose Chelimo 2 h 33 min 46 s        | Helalia Johannes 2 h 34 min 46 s          |
| 2022    | Gotytom Gebreslase 2 h 18 min 11 s | Judith Jeptum Korir 2 h 18 min 20 s | Lonah Chemtai Salpeter 2 h 20 min 18 s    |
| 2023    | Amane Beriso 2 h 24 min 23 s       | Gotytom Gebreslase 2 h 24 min 34 s  | Fatima Ezzahra Gardadi 2 h 25 min 17 s    |

### Multiples médaillées
| Rang | Athlète            | Pays     | Période   | Or | Argent | Bronze | Total |
| ---- | ------------------ | -------- | --------- | -- | ------ | ------ | ----- |
| 1    | Catherine Ndereba  | Kenya    | 2003–2007 | 2  | 1      | 0      | 3     |
| 2    | Edna Kiplagat      | Kenya    | 2011–2017 | 2  | 1      | 0      | 3     |
| 3    | Manuela Machado    | Portugal | 1993–1997 | 1  | 2      | 0      | 3     |
| 4=   | Rose Chelimo       | Bahreïn  | 2017-2019 | 1  | 1      | 0      | 2     |
| 4=   | Gotytom Gebreslase | Éthiopie | 2022-2023 | 1  | 1      | 0      | 2     |
| 6    | Lidia Șimon        | Roumanie | 1997–2001 | 1  | 0      | 2      | 3     |
| 7    | Reiko Tosa         | Japon    | 2001–2007 | 0  | 1      | 1      | 2     |

### Records des championnats
| Temps           | Athlète            | Lieu     | Date            |
| --------------- | ------------------ | -------- | --------------- |
| 2 h 28 min 8 s  | Grete Waitz        | Helsinki | 7 août 1983     |
| 2 h 25 min 17 s | Rosa Mota          | Rome     | 29 août 1987    |
| 2 h 23 min 55 s | Catherine Ndereba  | Paris    | 31 août 2003    |
| 2 h 20 min 57 s | Paula Radcliffe    | Helsinki | 14 août 2005    |
| 2 h 18 min 11 s | Gotytom Gebreslase | Eugene   | 18 juillet 2022 |

## Coupe du monde de marathon
De 1997 à 2011, une épreuve par équipes, la Coupe du monde de marathon, prend en compte les résultats de l'épreuve individuelle des Championnats du monde, mais ces résultats par équipes ne sont pas comptabilisés dans le tableau des médailles.